# Milo (nome)
Milo  è un nome proprio di persona italiano maschile.

## Varianti
- Femminili: Mila[1][2]

## Origine e diffusione
Nella stragrande maggioranza dei casi, Milo è semplicemente una forma maschile del nome slavo Mila; in alcuni casi, tuttavia, può essere ricondotto al nome di origine greca Milone (o alla sua forma latina Milo), oppure può essere un adattamento o un troncamento di vari nomi slavi come Milan, Milovan e Miloslav. Inoltre va notato che coincide con Milo, una variante del nome inglese Miles.
La sua diffusione in Italia è maggiore al Nord, in particolare in Toscana dove si registrano metà delle occorrenze.
Secondo i dati diffusi dall'Istat, la ricorrenza tra i bambini nati in Italia nell'ultimo decennio si è sviluppata secondo i seguenti valori: 
|                 | 2010 | 2011 | 2012 | 2013 | 2014 | 2015 | 2016 | 2017 | 2018 | 2019 | 2020 |
| --------------- | ---- | ---- | ---- | ---- | ---- | ---- | ---- | ---- | ---- | ---- | ---- |
| Numero assoluto | 59   | 31   | 48   | 51   | 62   | 60   | 67   | 74   | 78   | 90   | 93   |

## Onomastico
L'onomastico viene festeggiato il 23 febbraio in ricordo del santo (o beato) Milo o Milone, nativo dell'Alvernia, canonico della cattedrale di Clermont-Ferrand e poi vescovo di Benevento, oppure il 18 agosto in memoria di un altro beato Milo, nobile franco, monaco presso l'abbazia di Fontenelle e poi eremita.

## Persone

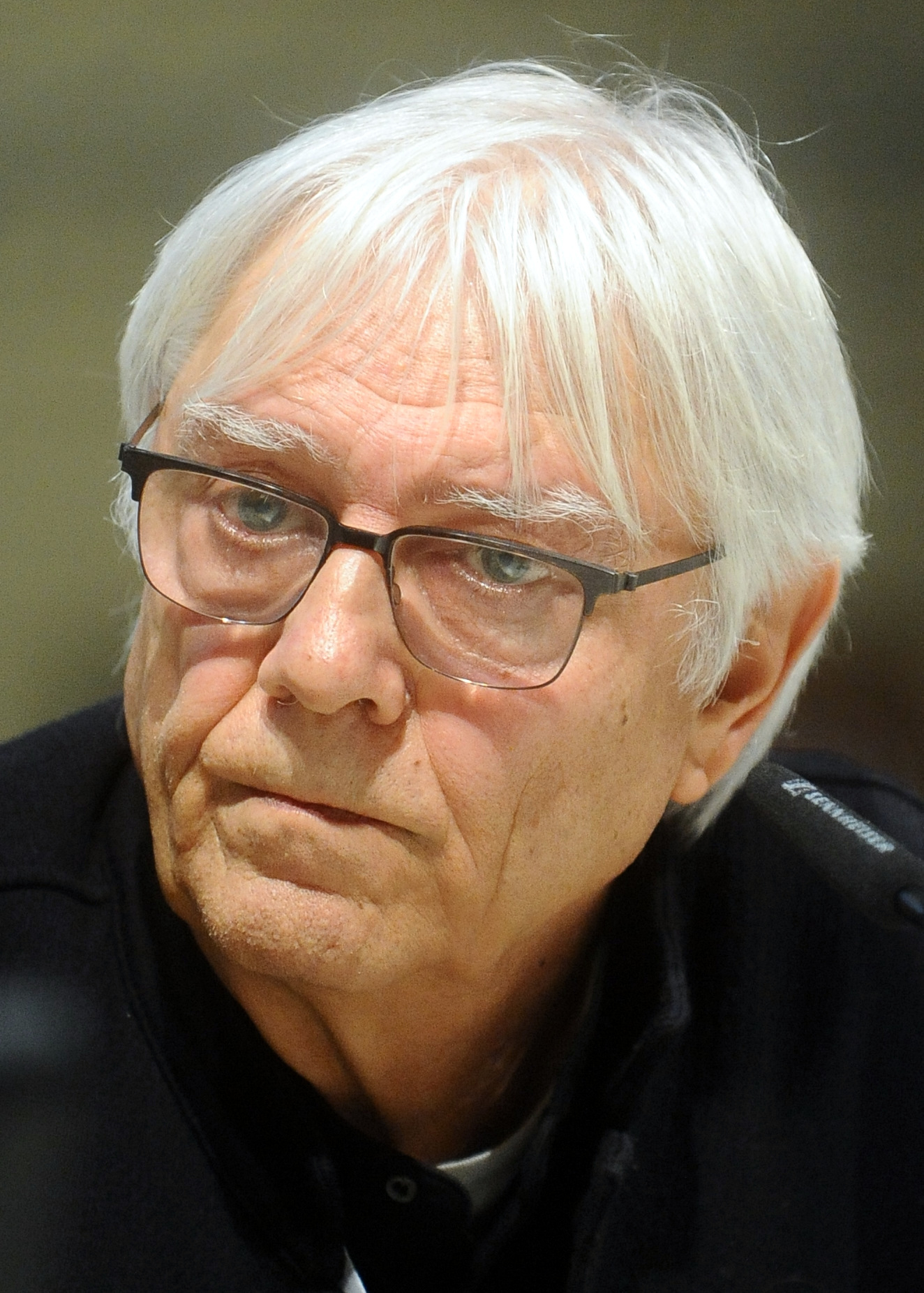
Milo Manara

- Milo Addica, sceneggiatore statunitense
- Milo Aukerman, cantautore e biochimico statunitense.
- Milo Campari, calciatore italiano
- Milo De Angelis, poeta, scrittore e critico letterario italiano
- Milo de Nanteuil, vescovo cattolico francese
- Milo Đukanović, politico montenegrino
- Milo Hrnić, cantante croato
- Milo Infante, giornalista, conduttore televisivo e autore televisivo italiano
- Milo Manara, fumettista italiano
- Milo Manheim, attore statunitense
- Milo Navasa, alpinista italiano
- Milo O'Shea, attore irlandese
- Milo Rau, regista, giornalista e saggista svizzero
- Milo Twomey, attore, doppiatore e conduttore radiofonico inglese
- Milo Vallone, regista e attore italiano
- Milo Ventimiglia, attore statunitense
- Milo Yiannopoulos, giornalista britannico

## Il nome nelle arti
- Milo di Scorpio è un personaggio della serie I Cavalieri dello zodiaco.
- Milo Cotogno è un personaggio della serie televisiva Melevisione.
- Milo Marat è un personaggio dell'omonima serie a fumetti creata da Bonvi.